# Critérium du Dauphiné Libéré 2007
De 59e Dauphiné Libéré werd gehouden van 10 juni tot en met 17 juni 2007 in Frankrijk. Dit jaar reden de renners van Grenoble naar Annecy. De Dauphiné Libéré wordt gedomineerd door de wielerploeg Astana.

## Startlijst
Discovery Channel
- 1.  Levi Leipheimer
- 2.  Alberto Contador
- 3.  Tom Danielson
- 4.  George Hincapie
- 5.  Egoi Martínez
- 6.  Benjamín Noval
- 7.  Sérgio Paulinho
- 8.  Tomas Vaitkus

Ag2r Prévoyance
- 11.  Christophe Moreau
- 12.  José Luis Arrieta
- 13.  Sylvain Calzati
- 14.  Cyril Dessel
- 15.  Stéphane Goubert
- 16.  Julien Loubet
- 17.  Blaise Sonnery
- 18.  Ludovic Turpin

Gerolsteiner
- 21.  Bernhard Kohl
- 22.  Markus Fothen
- 23.  Heinrich Haussler
- 24.  Torsten Hiekmann
- 25.  Ronny Scholz
- 26.  Tom Stamsnijder
- 27.  Fabian Wegmann
- 28.  Peter Wrolich

Rabobank
- 31.  Denis Mensjov
- 32.  Graeme Brown
- 33.  Bram de Groot
- 34.  Marc de Maar
- 35.  Theo Eltink
- 36.  Robert Gesink
- 37.  Grischa Niermann
- 38.  Pieter Weening

Caisse d'Epargne
- 41.  Alejandro Valverde
- 42.  Florent Brard
- 43.  José Vicente Garcia
- 44.  Francisco Pérez
- 45.  Óscar Pereiro
- 46.  Nicolas Portal
- 47.  Luis León Sánchez
- 48.  Xabier Zandio

Saunier Duval-Prodir
- 51.  David Millar
- 52.  Raivis Belohvoščiks
- 53.  Iker Camaño
- 54.  Ángel Gómez
- 55.  Leonardo Piepoli
- 56.  Christophe Rinero
- 57.  Guido Trentin
- 58.  Remmert Wielinga

Crédit Agricole
- 61.  Thor Hushovd
- 62.  Aleksandr Botsjarov
- 63.  Anthony Charteau
- 64.  Christophe Edaleine
- 65.  Dmitri Fofonov
- 66.  Mads Kaggestad
- 67.  Christophe Le Mével
- 68.  Rémi Pauriol

Astana
- 71.  Aleksandr Vinokoerov
- 72.  Antonio Colom
- 73.  Maksim Iglinski
- 74.  Sergej Ivanov
- 75.  Andrej Kasjetsjkin
- 76.  Gennadi Michajlov
- 77.  Steve Morabito
- 78.  José Antonio Redondo

Cofidis
- 81.  Sylvain Chavanel
- 82.  Stéphane Augé
- 83.  Leonardo Duque
- 84.  Geoffroy Lequatre
- 85.  Nick Nuyens
- 86.  Staf Scheirlinckx
- 87.  Rik Verbrugghe
- 88.  Bradley Wiggins

Predictor-Lotto
- 91.  Cadel Evans
- 92.  Christophe Brandt
- 93.  Dominique Cornu
- 94.  Josep Jufré
- 95.  Björn Leukemans
- 96.  Pieter Mertens
- 97.  Preben Van Hecke
- 98.  Johan Van Summeren

Team CSC
- 101.  David Zabriskie
- 102.  Bobby Julich
- 103.  Iñigo Cuesta
- 104.  Volodymyr Hoestov
- 105.  Marcus Ljungqvist
- 106.  Chris Anker Sørensen
- 107.  Nicki Sørensen
- 108.  Christian Vande Velde

Française des Jeux
- 111.  Sébastien Joly
- 112.  Sandy Casar
- 113.  Sébastien Chavanel
- 114.  Mickaël Delage
- 115.  Rémy Di Grégorio
- 116.  Philippe Gilbert
- 117.  Matthieu Ladagnous
- 118.  Jérémy Roy

T-Mobile
- 121.  Servais Knaven
- 122.  Scott Davis
- 123.  Bert Grabsch
- 124.  André Greipel
- 125.  André Korff
- 126.  František Raboň
- 127.  Stephan Schreck
- 128. —

Liquigas
- 131.  Manuel Beltrán
- 132.  Magnus Bäckstedt
- 133.  Mauro Da Dalto
- 134.  Aljaksandr Koetsjynski
- 135.  Matej Mugerli
- 136.  Roberto Petito
- 137.  Manuel Quinziato
- 138.  Frederik Willems

Euskaltel-Euskadi
- 141.  Iñigo Landaluze
- 142.  Igor Antón
- 143.  Mikel Astarloza
- 144.  Jorge Azanza
- 145.  Rubén Pérez
- 146.  Unai Uribarri
- 147.  Gorka Verdugo
- 148.  Haimar Zubeldia

Quickstep-Innergetic
- 151.  Tom Boonen
- 152.  Steven de Jongh
- 153.  Dmytro Hrabovsky
- 154.  Kevin Hulsmans
- 155.  Kevin Seeldraeyers
- 156.  Gert Steegmans
- 157.  Kevin Van Impe
- 158.  Cédric Vasseur

Lampre-Fondital
- 161.  Tadej Valjavec
- 162.  Jaime Castañeda
- 163.  Enrico Franzoi
- 164.  Massimiliano Mori
- 165.  Morris Possoni
- 166.  Sylwester Szmyd
- 167. —
- 168. —

Bouygues Telecom
- 171.  Pierrick Fédrigo
- 172.  Stef Clement
- 173.  Andy Flickinger
- 174.  Anthony Geslin
- 175.  Laurent Lefèvre
- 176.  Jérôme Pineau
- 177.  Johann Tschopp
- 178.  Thomas Voeckler

Team Milram
- 181.  Igor Astarloa
- 182.  Volodymyr Djoedja
- 183.  Andrij Hryvko
- 184.  Matej Jurco
- 185.  Fabio Sacchi
- 186.  Carlo Scognamiglio
- 187.  Marcel Sieberg
- 188.  Sebastian Siedler

## Etappe-overzicht
| etappe | datum   | start               | finish          | afstand | winnaar              | klassementsleider    |
| ------ | ------- | ------------------- | --------------- | ------- | -------------------- | -------------------- |
| P      | 10 juni | Grenoble            | Grenoble        | 4,2 km  | Bradley Wiggins      | Bradley Wiggins      |
| 1e     | 11 juni | Grenoble            | Roanne          | 219 km  | Heinrich Haussler    | Bradley Wiggins      |
| 2e     | 12 juni | Saint-Paul-en-Jarez | Saint-Étienne   | 157 km  | Christophe Moreau    | Christophe Moreau    |
| 3e     | 13 juni | Anneyron            | Anneyron        | 40,7 km | Aleksandr Vinokoerov | Aleksandr Vinokoerov |
| 4e     | 14 juni | Hauterives          | Mont Ventoux    | 197 km  | Christophe Moreau    | Andrej Kasjetsjkin   |
| 5e     | 15 juni | Nyons               | Digne-les-Bains | 195 km  | Antonio Colom        | Andrej Kasjetsjkin   |
| 6e     | 16 juni | Gap                 | Valloire        | 198 km  | Maksim Iglinski      | Christophe Moreau    |
| 7e     | 17 juni | Valloire            | Annecy          | 129 km  | Aleksandr Vinokoerov | Christophe Moreau    |

## Etappe-uitslagen

### Proloog
| Uitslag Etappe | Uitslag Etappe     | Uitslag Etappe      | Uitslag Etappe |
| rang           | renner             | land                | tijd           |
| -------------- | ------------------ | ------------------- | -------------- |
| 1              | Bradley Wiggins    | Verenigd Koninkrijk | 4'50"          |
| 2              | Levi Leipheimer    | USA                 | + 0.01         |
| 3              | Andrej Kasjetsjkin | Kazachstan          | + 0.02         |
| 4              | George Hincapie    | USA                 | z.t.           |
| 5              | Alejandro Valverde | Spanje              | + 0.03         |
| 6              | David Zabriskie    | USA                 | + z.t.         |
| 7              | Tom Boonen         | België              | + 0.04         |
| 8              | Nick Nuyens        | België              | + 0.05         |
| 9              | Egoi Martínez      | Spanje              | z.t.           |
| 10             | Sébastien Joly     | Frankrijk           | + 0.06         |

| Tussenstand algemeen klassement | Tussenstand algemeen klassement | Tussenstand algemeen klassement | Tussenstand algemeen klassement |
| rang                            | renner                          | land                            | tijd                            |
| ------------------------------- | ------------------------------- | ------------------------------- | ------------------------------- |
| 1                               | Bradley Wiggins                 | Verenigd Koninkrijk             | 4'50"                           |
| 2                               | Levi Leipheimer                 | USA                             | + 0.01                          |
| 3                               | Andrej Kasjetsjkin              | Kazachstan                      | + 0.02                          |
| 4                               | George Hincapie                 | USA                             | z.t.                            |
| 5                               | Alejandro Valverde              | Spanje                          | + 0.03                          |
| 6                               | David Zabriskie                 | USA                             | + z.t.                          |
| 7                               | Tom Boonen                      | België                          | + 0.04                          |
| 8                               | Nick Nuyens                     | België                          | + 0.05                          |
| 9                               | Egoi Martínez                   | Spanje                          | z.t.                            |
| 10                              | Sébastien Joly                  | Frankrijk                       | + 0.06                          |

### 1e etappe
| Uitslag Etappe | Uitslag Etappe     | Uitslag Etappe | Uitslag Etappe |
| rang           | renner             | land           | tijd           |
| -------------- | ------------------ | -------------- | -------------- |
| 1              | Heinrich Haussler  | Duitsland      | 5u35'05"       |
| 2              | Tom Boonen         | België         | z.t.           |
| 3              | Graeme Brown       | Australië      | z.t.           |
| 4              | Sébastien Chavanel | Frankrijk      | z.t.           |
| 5              | André Greipel      | Duitsland      | z.t.           |
| 6              | Thor Hushovd       | Noorwegen      | z.t.           |
| 7              | Sebastian Siedler  | Duitsland      | z.t.           |
| 8              | Leonardo Duque     | Colombia       | z.t.           |
| 9              | Peter Wrolich      | Oostenrijk     | z.t.           |
| 10             | Manuel Quinziato   | Italië         | z.t.           |

| Tussenstand algemeen klassement | Tussenstand algemeen klassement | Tussenstand algemeen klassement | Tussenstand algemeen klassement |
| rang                            | renner                          | land                            | tijd                            |
| ------------------------------- | ------------------------------- | ------------------------------- | ------------------------------- |
| 1                               | Bradley Wiggins                 | Verenigd Koninkrijk             | 5u39'55"                        |
| 2                               | Levi Leipheimer                 | USA                             | + 0.01                          |
| 3                               | Andrej Kasjetsjkin              | Kazachstan                      | + 0.02                          |
| 4                               | George Hincapie                 | USA                             | z.t.                            |
| 5                               | Alejandro Valverde              | Spanje                          | + 0.03                          |
| 6                               | David Zabriskie                 | USA                             | + z.t.                          |
| 7                               | Tom Boonen                      | België                          | + 0.04                          |
| 8                               | Nick Nuyens                     | België                          | + 0.05                          |
| 9                               | Egoi Martínez                   | Spanje                          | z.t.                            |
| 10                              | Sébastien Joly                  | Frankrijk                       | + 0.06                          |

### 2e etappe
| Uitslag Etappe | Uitslag Etappe       | Uitslag Etappe | Uitslag Etappe |
| rang           | renner               | land           | tijd           |
| -------------- | -------------------- | -------------- | -------------- |
| 1              | Christophe Moreau    | Frankrijk      | 3h50'38"       |
| 2              | José Antonio Redondo | Spanje         | z.t.           |
| 3              | Alejandro Valverde   | Spanje         | + 0.33         |
| 4              | Thor Hushovd         | Noorwegen      | z.t.           |
| 5              | Heinrich Haussler    | Duitsland      | z.t.           |
| 6              | Anthony Geslin       | Frankrijk      | z.t.           |
| 7              | Leonardo Duque       | Colombia       | z.t.           |
| 8              | Philippe Gilbert     | België         | z.t.           |
| 9              | Aleksandr Botsjarov  | Rusland        | z.t.           |
| 10             | Marcel Sieberg       | Duitsland      | z.t.           |

| Tussenstand algemeen klassement | Tussenstand algemeen klassement | Tussenstand algemeen klassement | Tussenstand algemeen klassement |
| rang                            | renner                          | land                            | tijd                            |
| ------------------------------- | ------------------------------- | ------------------------------- | ------------------------------- |
| 1                               | Christophe Moreau               | Frankrijk                       | 9u30'42"                        |
| 2                               | José Antonio Redondo            | Spanje                          | + 0.07                          |
| 3                               | Bradley Wiggins                 | Verenigd Koninkrijk             | + 0.24                          |
| 4                               | Levi Leipheimer                 | USA                             | + 0.25                          |
| 5                               | Andrej Kasjetsjkin              | Kazachstan                      | + 0.26                          |
| 6                               | George Hincapie                 | USA                             | z.t.                            |
| 7                               | Alejandro Valverde              | Spanje                          | + 0.27                          |
| 8                               | David Zabriskie                 | USA                             | z.t.                            |
| 9                               | Egoi Martínez                   | Spanje                          | + 0.29                          |
| 10                              | Sébastien Joly                  | Frankrijk                       | + 0.30                          |

### 3e etappe
| Uitslag Etappe | Uitslag Etappe       | Uitslag Etappe      | Uitslag Etappe |
| rang           | renner               | land                | tijd           |
| -------------- | -------------------- | ------------------- | -------------- |
| 1              | Aleksandr Vinokoerov | Kazachstan          | 52'08"         |
| 2              | Andrej Kasjetsjkin   | Kazachstan          | + 0.09         |
| 3              | David Zabriskie      | USA                 | + 0.38         |
| 4              | Cadel Evans          | Australië           | + 0.39         |
| 5              | Denis Mensjov        | Rusland             | + 0.40         |
| 6              | Stef Clement         | Nederland           | + 1.07         |
| 7              | Sylvain Chavanel     | Frankrijk           | + 1.10         |
| 8              | Levi Leipheimer      | USA                 | + 1.11         |
| 9              | Alejandro Valverde   | Spanje              | + 1.18         |
| 10             | David Millar         | Verenigd Koninkrijk | + 1.36         |

| Tussenstand algemeen klassement | Tussenstand algemeen klassement | Tussenstand algemeen klassement | Tussenstand algemeen klassement |
| rang                            | renner                          | land                            | tijd                            |
| ------------------------------- | ------------------------------- | ------------------------------- | ------------------------------- |
| 1                               | Aleksandr Vinokoerov            | Kazachstan                      | 10u23'23"                       |
| 2                               | Andrej Kasjetsjkin              | Kazachstan                      | + 0.02                          |
| 3                               | David Zabriskie                 | USA                             | + 0.32                          |
| 4                               | Denis Mensjov                   | Rusland                         | + 0.40                          |
| 5                               | Cadel Evans                     | Australië                       | + 0.41                          |
| 6                               | Levi Leipheimer                 | USA                             | + 1.03                          |
| 7                               | Stef Clement                    | Nederland                       | + 1.05                          |
| 8                               | Sylvain Chavanel                | Frankrijk                       | + 1.07                          |
| 9                               | Alejandro Valverde              | Spanje                          | + 1.12                          |
| 10                              | David Millar                    | Verenigd Koninkrijk             | + 1.33                          |

### 4e etappe
| Uitslag Etappe | Uitslag Etappe    | Uitslag Etappe | Uitslag Etappe |
| rang           | renner            | land           | tijd           |
| -------------- | ----------------- | -------------- | -------------- |
| 1              | Christophe Moreau | Frankrijk      | 5u51'52"       |
| 2              | Sylwester Szmyd   | Polen          | + 1.08         |
| 3              | Igor Antón        | Spanje         | + 1.21         |
| 4              | Cadel Evans       | Australië      | + 1.51         |
| 5              | Denis Mensjov     | Rusland        | z.t.           |
| 6              | Haimar Zubeldia   | Spanje         | + 1.56         |
| 7              | Manuel Beltrán    | Spanje         | z.t.           |
| 8              | Levi Leipheimer   | USA            | z.t.           |
| 9              | Leonardo Piepoli  | Italië         | + 1.57         |
| 10             | Alberto Contador  | Spanje         | z.t.           |

| Tussenstand algemeen klassement | Tussenstand algemeen klassement | Tussenstand algemeen klassement | Tussenstand algemeen klassement |
| rang                            | renner                          | land                            | tijd                            |
| ------------------------------- | ------------------------------- | ------------------------------- | ------------------------------- |
| 1                               | Andrej Kasjetsjkin              | Kazachstan                      | 16u17'21"                       |
| 2                               | Christophe Moreau               | Frankrijk                       | + 0.14                          |
| 3                               | Denis Mensjov                   | Rusland                         | + 0.25                          |
| 4                               | Cadel Evans                     | Australië                       | + 0.26                          |
| 5                               | David Zabriskie                 | USA                             | + 0.26                          |
| 6                               | Levi Leipheimer                 | USA                             | + 0.53                          |
| 7                               | Sylvain Chavanel                | Frankrijk                       | + 1.50                          |
| 8                               | Alberto Contador                | Spanje                          | + 3.12                          |
| 9                               | Haimar Zubeldia                 | Spanje                          | + 3.15                          |
| 10                              | Manuel Beltrán                  | Spanje                          | + 3.34                          |

### 5e etappe
| Uitslag Etappe | Uitslag Etappe       | Uitslag Etappe | Uitslag Etappe |
| rang           | renner               | land           | tijd           |
| -------------- | -------------------- | -------------- | -------------- |
| 1              | Antonio Colom        | Spanje         | 4u39'28"       |
| 2              | Aleksandr Vinokoerov | Kazachstan     | z.t.           |
| 3              | Leonardo Duque       | Colombia       | + 0.15         |
| 4              | Matej Mugerli        | Slovenië       | z.t.           |
| 5              | Stef Clement         | Nederland      | z.t.           |
| 6              | Preben Van Hecke     | België         | + 0.18         |
| 7              | Anthony Charteau     | Frankrijk      | z.t.           |
| 8              | Egoi Martínez        | Spanje         | z.t.           |
| 9              | Heinrich Haussler    | Duitsland      | + 1.08         |
| 10             | Philippe Gilbert     | België         | z.t.           |

| Tussenstand algemeen klassement | Tussenstand algemeen klassement | Tussenstand algemeen klassement | Tussenstand algemeen klassement |
| rang                            | renner                          | land                            | tijd                            |
| ------------------------------- | ------------------------------- | ------------------------------- | ------------------------------- |
| 1                               | Andrej Kasjetsjkin              | Kazachstan                      | 21u 00 '16"                     |
| 2                               | Christophe Moreau               | Frankrijk                       | + 0.14                          |
| 3                               | Denis Mensjov                   | Rusland                         | + 0.25                          |
| 4                               | Cadel Evans                     | Australië                       | + 0.26                          |
| 5                               | David Zabriskie                 | USA                             | + 0.26                          |
| 6                               | Levi Leipheimer                 | USA                             | + 0.53                          |
| 7                               | Aleksandr Vinokoerov            | Kazachstan                      | + 1.47                          |
| 8                               | Stef Clement                    | Nederland                       | + 1.50                          |
| 9                               | Sylvain Chavanel                | Frankrijk                       | + 1.50                          |
| 10                              | Haimar Zubeldia                 | Spanje                          | + 3.15                          |

### 6e etappe
| Uitslag Etappe | Uitslag Etappe         | Uitslag Etappe | Uitslag Etappe |
| rang           | renner                 | land           | tijd           |
| -------------- | ---------------------- | -------------- | -------------- |
| 1              | Maksim Iglinski        | Kazachstan     | 5u51'32"       |
| 2              | Aleksandr Botsjarov    | Rusland        | + 0.51         |
| 3              | Pierrick Fédrigo       | Frankrijk      | z.t.           |
| 4              | Rémy Di Grégorio       | Frankrijk      | z.t.           |
| 5              | Egoi Martínez          | Spanje         | + 2.16         |
| 6              | Mikel Astarloza        | Spanje         | z.t.           |
| 7              | Aljaksandr Koetsjynski | Wit-Rusland    | z.t.           |
| 8              | Christophe Moreau      | Frankrijk      | + 2.23         |
| 9              | Cadel Evans            | Australië      | + 2.25         |
| 10             | Leonardo Piepoli       | Italië         | z.t.           |

| Tussenstand algemeen klassement | Tussenstand algemeen klassement | Tussenstand algemeen klassement | Tussenstand algemeen klassement |
| rang                            | renner                          | land                            | tijd                            |
| ------------------------------- | ------------------------------- | ------------------------------- | ------------------------------- |
| 1                               | Christophe Moreau               | Frankrijk                       | 26u54'25"                       |
| 2                               | Cadel Evans                     | Australië                       | + 0.14                          |
| 3                               | Andrej Kasjetsjkin              | Kazachstan                      | + 1.27                          |
| 4                               | Denis Mensjov                   | Rusland                         | + 1.52                          |
| 5                               | David Zabriskie                 | USA                             | + 2.16                          |
| 6                               | Sylvain Chavanel                | Frankrijk                       | + 3.17                          |
| 7                               | Mikel Astarloza                 | Spanje                          | + 3.58                          |
| 8                               | Alberto Contador                | Spanje                          | + 4.24                          |
| 9                               | Manuel Beltrán                  | Spanje                          | + 5.01                          |
| 10                              | Tadej Valjavec                  | Slovenië                        | + 5.17                          |

### 7e etappe
| Uitslag Etappe | Uitslag Etappe       | Uitslag Etappe | Uitslag Etappe |
| rang           | renner               | land           | tijd           |
| -------------- | -------------------- | -------------- | -------------- |
| 1              | Aleksandr Vinokoerov | Kazachstan     | 2u55'34"       |
| 2              | Óscar Pereiro        | Spanje         | + 0.37         |
| 3              | Cadel Evans          | Australië      | z.t.           |
| 4              | Denis Mensjov        | Rusland        | z.t.           |
| 5              | Tadej Valjavec       | Slovenië       | z.t.           |
| 6              | Manuel Beltrán       | Spanje         | z.t.           |
| 7              | Christophe Moreau    | Frankrijk      | z.t.           |
| 8              | José Antonio Redondo | Spanje         | z.t.           |
| 9              | Andrej Kasjetsjkin   | Kazachstan     | z.t.           |
| 10             | Alberto Contador     | Spanje         | z.t.           |

## Eindklassementen

### Algemeen klassement
| rang | renner             | land       | tijd      |
| ---- | ------------------ | ---------- | --------- |
| 1    | Christophe Moreau  | Frankrijk  | 29u50'35" |
| 2    | Cadel Evans        | Australië  | + 0.14    |
| 3    | Andrej Kasjetsjkin | Kazachstan | + 1.27    |
| 4    | Denis Mensjov      | Rusland    | + 1.52    |
| 5    | David Zabriskie    | USA        | + 2.16    |
| 6    | Alberto Contador   | Spanje     | + 4.24    |
| 7    | Mikel Astarloza    | Spanje     | + 5.00    |
| 8    | Manuel Beltrán     | Spanje     | + 5.01    |
| 9    | Tadej Valjavec     | Slovenië   | + 5.17    |
| 10   | Sylvain Chavanel   | Frankrijk  | + 5.38    |

### Nevenklassementen
| #                    | eerste               | tweede            | derde             |
| -------------------- | -------------------- | ----------------- | ----------------- |
| Puntenklassement     | Aleksandr Vinokoerov | Christophe Moreau | Cadel Evans       |
| Bergklassement       | Rémy Di Grégorio     | Morris Possoni    | Egoi Martínez     |
| Combinatieklassement | Christophe Moreau    | Rémy Di Grégorio  | Cadel Evans       |
| Ploegenklassement    | Astana               | Discovery Channel | Euskaltel-Euskadi |

1947 · 1948 · 1949 · 1950 · 1951 · 1952 · 1953 · 1954 · 1955 · 1956 · 1957 · 1958 · 1959 · 1960 · 1961 · 1962 · 1963 · 1964 · 1965 · 1966 · 1967 · 1968 · 1969 · 1970 · 1971 · 1972 · 1973 · 1974 · 1975 · 1976 · 1977 · 1978 · 1979 · 1980 · 1981 · 1982 · 1983 · 1984 · 1985 · 1986 · 1987 · 1988 · 1989 · 1990 · 1991 · 1992 · 1993 · 1994 · 1995 · 1996 · 1997 · 1998 · 1999 · 2000 · 2001 · 2002 · 2003 · 2004 · 2005 · 2006 · 2007 · 2008 · 2009 · 2010 · 2011 · 2012 · 2013 · 2014 · 2015 · 2016 · 2017 · 2018 · 2019 · 2020 · 2021 · 2022 · 2023 · 2024  · 2025 · 2026
 Parijs-Nice · 
 Tirreno-Adriatico · 
 Milaan-San Remo · 
 Ronde van Vlaanderen · 
 Ronde van het Baskenland · 
 Gent-Wevelgem · 
 Parijs-Roubaix · 
 Amstel Gold Race · 
 Waalse Pijl · 
 Luik-Bastenaken-Luik · 
 Ronde van Romandië · 
 Ronde van Italië · 
 Ronde van Catalonië · 
 Critérium du Dauphiné Libéré · 
 Ronde van Zwitserland · 
 Ploegentijdrit Eindhoven · 
 Ronde van Frankrijk · 
 Clásica San Sebastián · 
 Ronde van Duitsland · 
 Vattenfall Cyclassics · 
  ENECO Tour · 
 GP Ouest France-Plouay · 
 Ronde van Spanje · 
 Ronde van Polen · 
 Kampioenschap van Zürich · 
 Parijs-Tours · 
 Ronde van Lombardije